# Diège (Lot)
Die Diège ist ein kleiner Fluss in Frankreich, der im Département Aveyron in der Region Okzitanien verläuft. Sie entspringt dem Sumpfgebiet Marais des Sources de la Diège, an der Gemeindegrenze von Villeneuve und Salles-Courbatiès, entwässert in einem kleinen Bogen von Nordost nach Nordwest und mündet nach rund 19 Kilometern im Gemeindegebiet von Capdenac-Gare als linker Nebenfluss in den Lot, der hier die Grenze zum benachbarten Département Lot bildet. 
Die Diège wird in ihrem gesamten Verlauf von der Bahnstrecke Brive-la-Gaillarde–Toulouse-Matabiau begleitet.

## Orte am Fluss
(Reihenfolge in Fließrichtung)
- Salles-Courbatiès
- Naussac
- Sonnac
- Capdenac-Gare